# Hylotelephium sordidum
Hylotelephium sordidum är en fetbladsväxtart som först beskrevs av Carl Maximowicz, och fick sitt nu gällande namn av Hideaki Ohba. Hylotelephium sordidum ingår i släktet kärleksörter, och familjen fetbladsväxter. Utöver nominatformen finns också underarten H. s. oishii.

## Bildgalleri

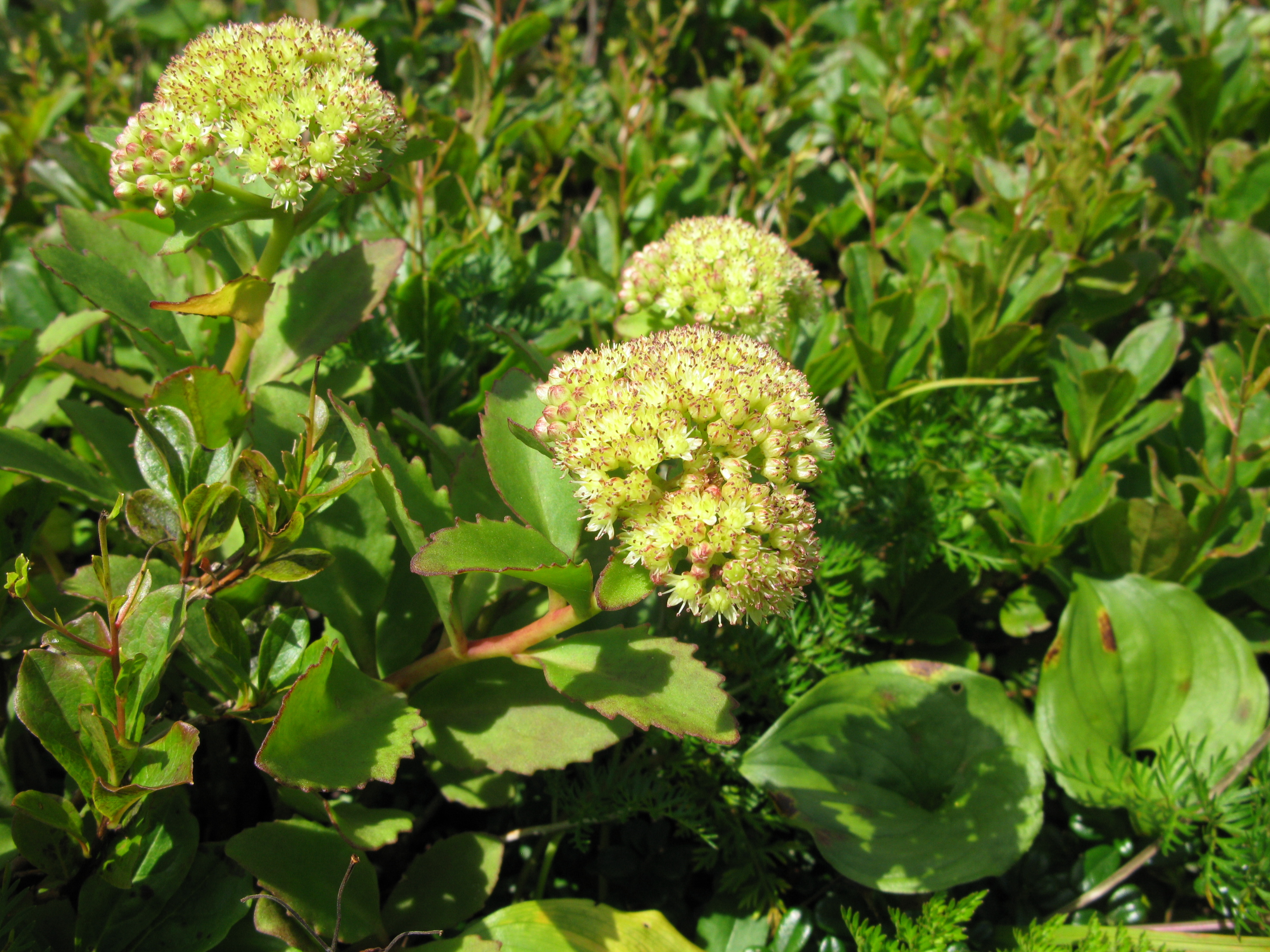
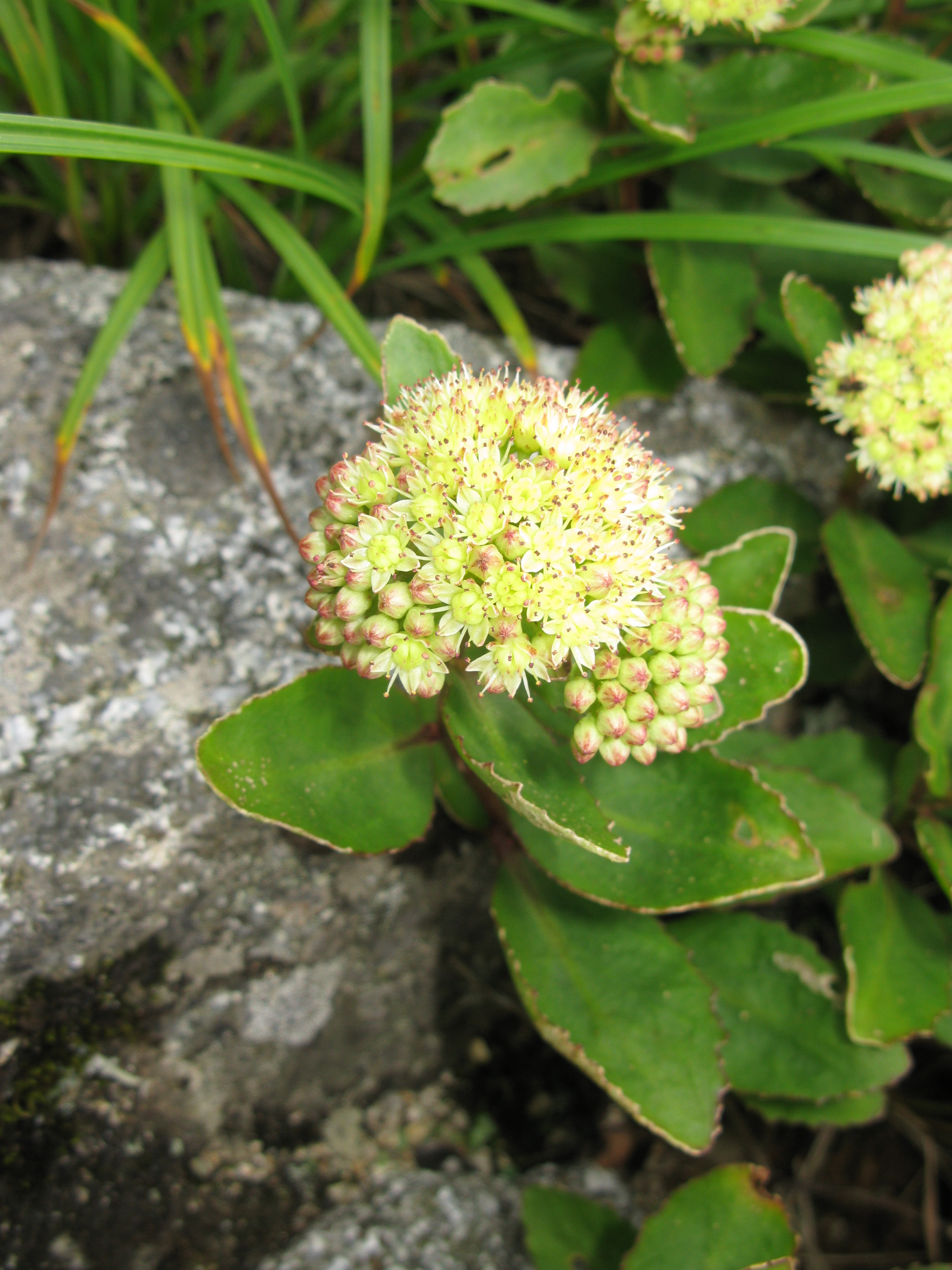
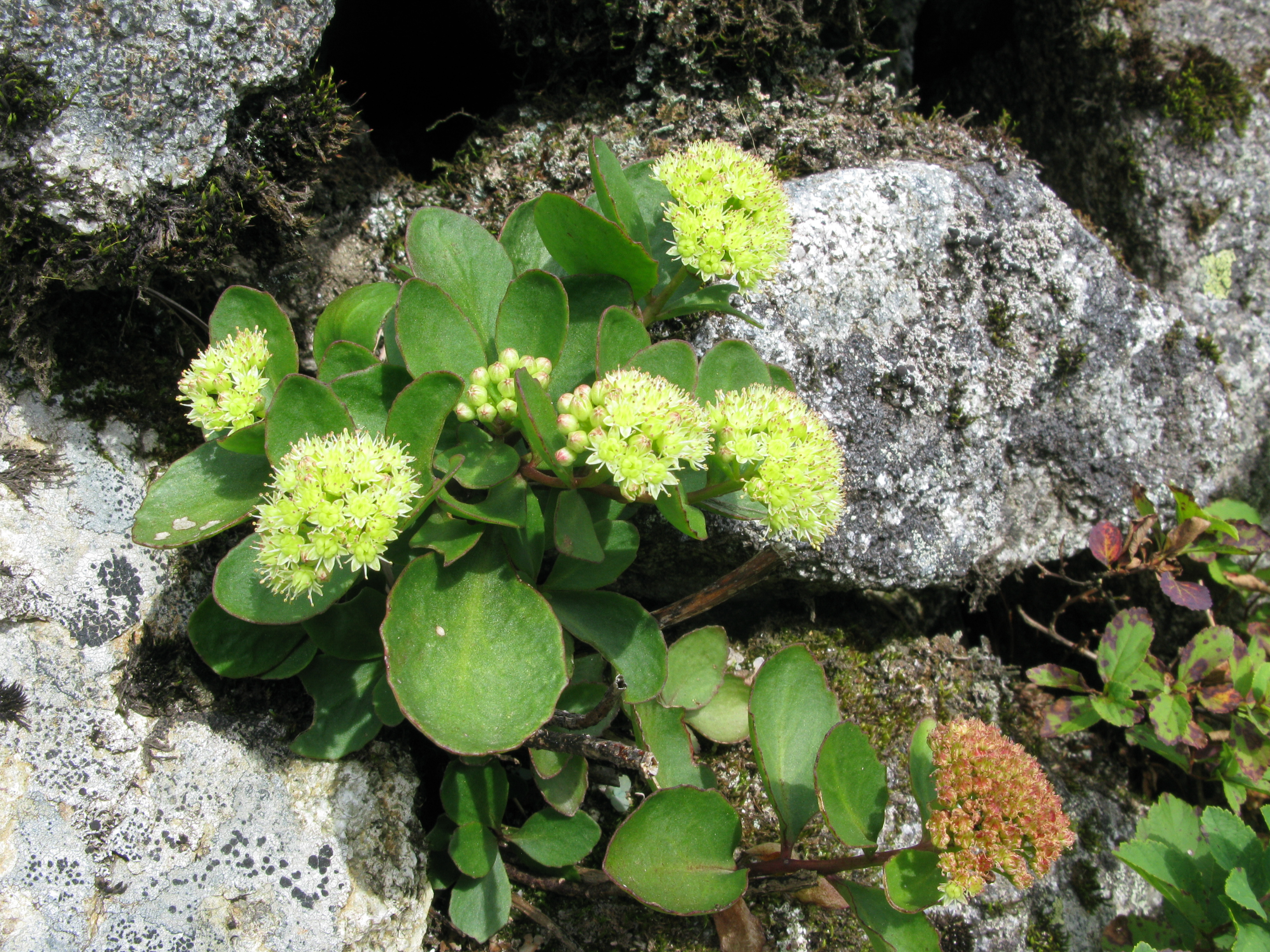
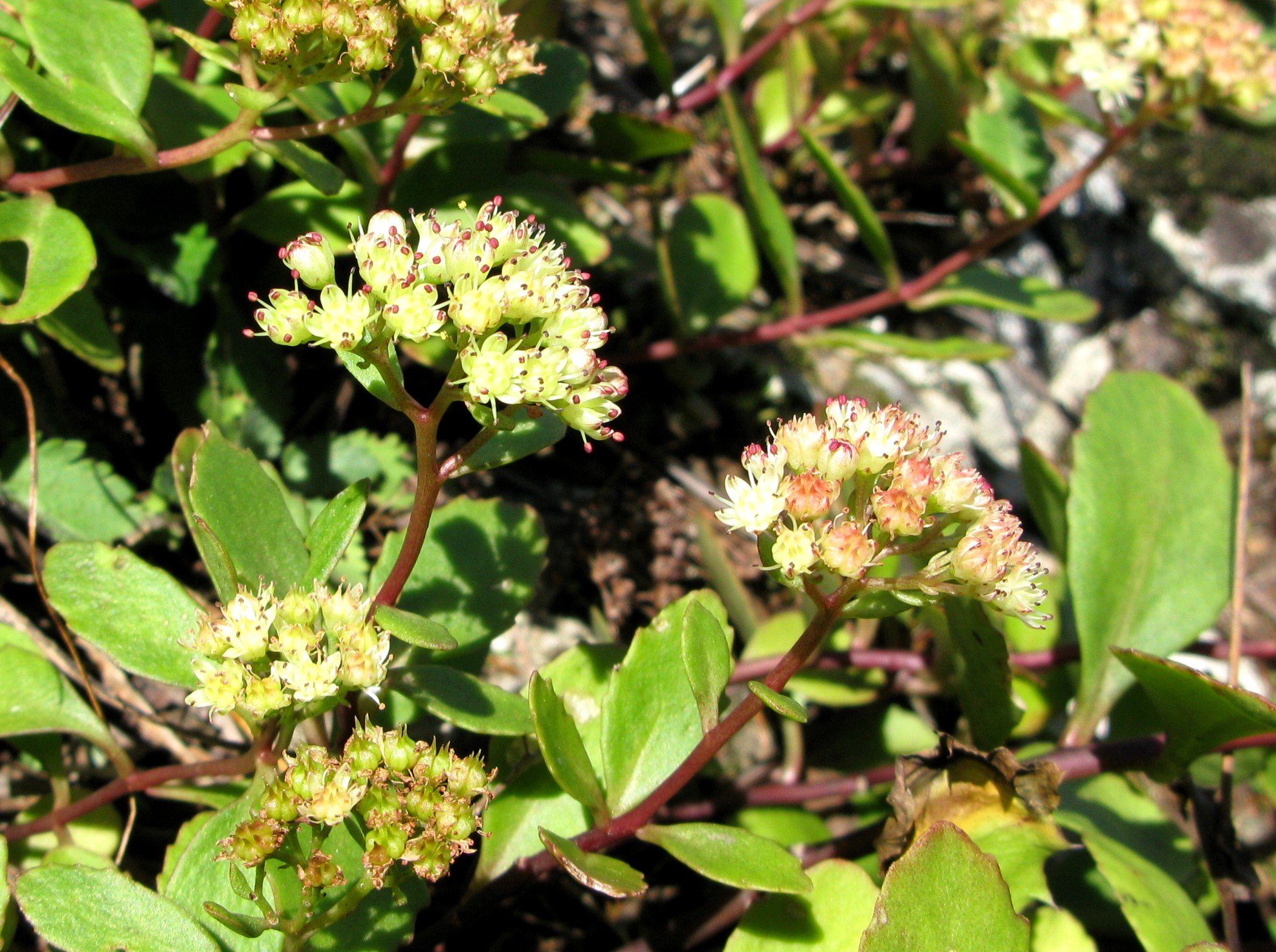